# Mairie de Tiergarten
La mairie de Tiergarten (Rathaus Tiergarten) est le bâtiment qui héberge les bureaux du maire ainsi qu'une partie des services municipaux de l'arrondissement de Mitte à Berlin, en Allemagne.

## Localisation
Contrairement à ce que son nom indique, la mairie de Tiergarten n'est pas située à Berlin-Tiergarten mais bien à Berlin-Moabit, sur la Turmstraße, à proximité de l'église Saint-Sauveur de Berlin-Moabit. Son adresse exacte est Mathilde-Jacob-Platz 1, 10551 Berlin-Moabit.
La station de métro Turmstraße sur la ligne 9 se situe à proximité de la mairie sur la Turmstraße éponyme.

## Histoire
Cet immeuble de cinq étages a été dessiné par le haut fonctionnaire et architecte Richard Ermisch. Sa construction s'est déroulée de 1935 à 1937. sur l'ancienne Arminiusplatz. En 1941, une extension de six pièces est intégrée au bâtiment. La cour d'honneur en plan carré, le revêtement en pierre naturelle, le toit à pignon, le portique ainsi que le « balcon du Führer » sont typiques de l'architecture nazie. Après l'introduction du Führerprinzip, la mairie de Tiergarten était une façon de symboliquement reprendre le pouvoir à l'administration locale en construisant un édifice ad hoc.
Avec l'édification de cette mairie, Tiergarten n'a pas seulement perdu une place centrale du district : le bâtiment nazi représentait une invasion nationale-socialiste d'un quartier traditionnellement marqué par le mouvement ouvrier. Pendant la Seconde Guerre mondiale, une partie de l'aile ouest et de l'aile principale est détruite. Les gravats sont évacués en 1948 et le bâtiment est remis en forme en 1951. C'est seulement après la guerre en 1952-1953 qu'une représentation populaire, via l'assemblée des délégués d'arrondissement, a pu disposer d'une salle dans la mairie.
Située à Berlin-Ouest, la mairie a hébergé les instances dirigeantes du district de Tiergarten jusqu'en 2001, date à laquelle elle est devenue le centre administratif du tout l'arrondissement, y compris de Berlin-Mitte qui était situé à Berlin-Est.

## Administration
La mairie de Köpenick est le principal centre administratif de l'arrondissement de Mitte. C'est le siège du bureau du maire (Bezirksbürgermeister) et de deux conseillers municipaux (Bezirksstadtrat) de l'arrondissement, Carsten Spallek et Sabine Weißler. La mairie dispose également d'un Bürgeramt.
L'assemblée des délégués d'arrondissement de Mitte ainsi que les bureaux d'une conseillère municipale, Dr. Sandra Obermeyer, sont situés à la mairie de Mitte.

### Conseil municipal

Les 55 délégués élus pour la période 2016-2021 et leurs couleurs partisanes respectives :
Grüne 14
SPD 13
Linke 10
CDU 8
AfD 5
FDP 3
Piraten 2

Le conseils d'arrondissement sont nommés par 55 délégués bénévoles élus pour cinq ans. La dernière élection a eu lieu le 18 septembre 2016, en parallèle des élections législatives.
Le conseil municipal d'arrondissement actuel est composé comme suit :
- Stephan von Dassel (CDU), maire d'arrondissement, conseiller municipal délégué à la sécurité, aux finances et aux ressources humaines
- Ephraim Gothe (SPD), adjoint au maire, conseiller municipal délégué au développement urbain, à la santé et aux affaires sociales
- Dr. Sandra Obermeyer (Linke), conseillère municipale déléguée à la jeunesse, à la famille et aux services sociaux
- Carsten Spallek (CDU), conseiller municipal délégué à la famille, à l'école, au sport et aux services généraux
- Sabine Weißler (Grüne), conseillère municipale déléguée à la formation professionnelle, à l'environnement, à la nature et à la voirie

### Liste des maires successifs

#### District de Tiergarten
- 1921–1930 Karl Doflein
- 1931–1933 Baier
- 1933–1945 Paul Schuder (NSDAP)
- 1945 Fritz Bachmann (KPD)
- 1945 Hans Lohmeyer (SPD)
- 1946–1952 Fritz Schloß (SPD)
- 1953–1960 Willi Meseck (SPD)
- 1960–1975 Joachim Karnatz (SPD)
- 1975–1978 Gottfried Wurche (SPD)
- 1979–1981 Horst Koffke (SPD)
- 1981—1987 Hans-Martin Quell (CDU)
- 1987—1989 Dieter Ernst (CDU)
- 1989—1995 Wolfgang Naujokat (SPD)
- 1995—2000 Jörn Jensen (Grüne)

#### Arrondissement de Mitte
- 2001–2006 Joachim Zeller (CDU)
- 2006—2016 Christian Hanke (SPD)
- depuis 2016 Stephan von Dassel (Grüne)